# R-29R
R-29R ( índice GRAU de la Armada 3M40, código START RSM-50, código de EE. UU. Y la OTAN  SS-N-18, Stingray) - Misil balístico líquido soviético de dos etapas para armar submarinos. Como parte del sistema de misiles, D-9R está ubicado en submarinos del proyecto 667BDR Kalmar. Fue desarrollado en la Oficina de Diseño de Ingeniería Mecánica (ahora, el Centro Makeev). Adoptado en 1977 . Hay tres opciones para la cabeza de combate del cohete: monobloque con una carga de 450 kt, dividido por una ojiva (RGCH) con tres ojivas con una energía de explosión de 200 kt cada una y una RGCh de siete ojivas de 100 kt cada una. 
Basándose en el cohete R-29R, se creó el vehículo de lanzamiento Volna .

## Historia de desarrollo
En julio de 1968, por decisión de la Comisión de Asuntos Militar-Industriales de la Oficina de Diseño de Ingeniería Mecánica, se inició el desarrollo de un diseño preliminar del sistema de misiles D-9M con el misil R-29M. El proyecto preliminar se completó en diciembre de 1970. Como parte del trabajo de investigación de la Oficina de Diseño de Ingeniería Vega-12, se propuso un programa para el desarrollo de fuerzas estratégicas marinas para 1971-1985. Como parte de este programa, se propuso:
- crear un misil con tres opciones de configuración: con uno, tres u ocho ojivas de potencia diferente;
- el uso, además de un par estándar de combustibles, tetraóxido de nitrógeno / dimetilhidrazina asimétrica de un combustible a base de tetraxido más eficiente energéticamente con una suspensión tixotrópica de aluminio en hidrazina;
- el uso de silos de misiles con un diámetro de 2.1 metros y una altura de 14; 14,5 y 15 metros;
- el uso de un dispositivo de lanzamiento emergente de cápsula especial además del dispositivo de arranque probado en el complejo D-9 (una cápsula con un cohete emerge del silo del portacohetes y el cohete se lanza desde la cápsula que ha salido a la superficie, lo que permite reducir las dimensiones y el peso del lanzador y realizar una liberación de emergencia del cohete);
- modernización de los submarinos existentes del proyecto 667A (con la inserción de un nuevo compartimento de misiles) y 667B, lo que permitió obtener una flota de misiles submarinos en el menor tiempo posible y al mismo tiempo ahorrar costos.[1]

Durante mucho tiempo no se tomó ninguna decisión sobre el proyecto preliminar. En junio de 1971, por decisión de la Comisión de Asuntos Militares e Industriales, se tomó la decisión de comenzar el trabajo de desarrollo del misil de alcance medio R-31 y el complejo D-19 con el misil R-39 con alcance intercontinental. La transición a los cohetes de combustible sólido se vio seriamente obstaculizada por la imperfección de las tecnologías de combustible sólido. Al mismo tiempo, una carrera nuclear con los Estados Unidos exigió la creación de misiles con múltiples ojivas.
En estas condiciones, en julio de 1972, el ministro de Ingeniería General emitió una orden para desarrollar un diseño preliminar para el complejo D-9R (el índice D-9M anterior). El anteproyecto se completó en diciembre de 1972. El misil R-29R fue propuesto para su implementación en tres versiones de unidades de combate equipadas: monobloque, tres y siete bloques. La demanda de desarrollo lo antes posible llevó al hecho de que el cohete R-29R tuvo que abandonar una serie de innovaciones propuestas: combustible nuevo, un lanzador de cápsulas y modernización de viejos submarinos.
El 13 de febrero de 1973, se emitió un decreto del Consejo de Ministros de la URSS sobre el inicio de los trabajos de desarrollo para la creación del sistema de misiles D-9R con el misil R-29R. A. L. Zaitsev fue nombrado diseñador jefe.
Al desarrollar el complejo D-9R, el diseño y las soluciones tecnológicas para el complejo D-9 se utilizaron al máximo. Los lanzadores , los sistemas de actuadores neumohidráulicos, las unidades de equipos de tierra y el sistema informático digital del barco fueron sometidos a un sistema de unificación . El cohete utilizó la construcción del cuerpo de las dos primeras etapas del R-29, y los motores de la primera y segunda etapa se modernizaron. Para acelerar el tiempo de trabajo desde el desarrollo de una versión de siete bloques de la ojiva separable para el R-29R en la primera etapa del trabajo rechazado. No se realizaron pruebas de vuelo desde el lanzador sumergible, y el ciclo de pruebas en tierra se minimizó tanto como fue posible. La efectividad del complejo D-9R en comparación con el complejo D-9 anterior ha aumentado debido al uso de una ojiva dividida con unidades de guía individuales y un aumento de dos veces en la precisión de disparo debido al uso de la corrección astro azimutal completa

## La composición del complejo D-9R
El complejo incluye:
- cohete :
  - Misil con varias ojivas: monobloque y tres bloques con bloques de guía individuales.
  - Un sistema de control a bordo diseñado para controlar el lanzamiento, el vuelo de un cohete y la cría de ojivas para propósitos individuales.
  - Un dispositivo de bloqueo codificado que brinda protección contra el lanzamiento no autorizado de misiles.
  - El sistema de socavamiento de emergencia de misiles durante disparos prácticos, pruebas y disparos de misiles.
- Sistemas complejos:
  - Un lanzador de misiles ubicado en un pozo de misiles en un submarino , diseñado para almacenar y lanzar un cohete en posiciones superficiales y submarinas.
  - Todos los días y sistemas de mantenimiento previos al lanzamiento aseguran el microclima en el pozo submarino, preparando los sistemas neumohidráulicos del cohete y del lanzador para su lanzamiento y lanzamiento.
  - Equipo de documentación destinado a fijar los parámetros principales del complejo y todas las acciones del personal.
  - Un conjunto de equipos terrestres diseñados para funcionar con un misil después de su llegada desde la fábrica del fabricante, que incluye equipar la ojiva con ojivas, cargar, descargar misiles y almacenar misiles en las bases técnicas y militares de la flota.
  - Un sistema de control a bordo y equipos de prueba diseñados para inspecciones de rutina en el fabricante y en las bases, control automatizado centralizado de preparación previa al lanzamiento, disparo, vuelo de misiles y dilución de ojivas para objetivos individuales.
  - Sistema de computación digital a bordo que proporciona la emisión de datos fuente para disparar
  - Sistema de puntería, que garantiza la coordinación de las coordenadas angulares de los dispositivos de los sistemas de misiles y navegación .
  - Ayudas de formación para la formación de personal en centros de formación naval.

## Construcción
El misil R-29R está hecho en un esquema de dos etapas con una etapa de combate. Todas las etapas están equipadas con motores de cohetes líquidos desarrollados por la Oficina de Diseño de Ingeniería Química (KBHM) que utilizan dimetilhidrazina asimétrica y tetraóxido de dinitrógeno como combustible. Estructuralmente, las etapas de potencia del cohete son similares al cohete R-29. La principal diferencia es el uso de motores modernizados y una longitud de paso ligeramente más larga. La cabeza dividida es un nuevo desarrollo. Las paredes de la primera y segunda etapa son una estructura soldada de paneles de aluminio y magnesio fresados. Emplea componentes del combustible mejorado. El cohete de fábrica se entrega en un carro controlado termostáticamente sin ojiva, completamente ensamblado y lleno.
La separación de los etapas se lleva a cabo debido a la energía del impulso de los tanques. La ruptura de las conexiones rígidas de los escalones se lleva a cabo utilizando cargas detonadoras alargadas. En la cola del cohete hay un adaptador para conectarse a la plataforma de lanzamiento y crear un volumen sellado. Al inicio, el adaptador permanece en la plataforma de lanzamiento. El tipo de disparo es "húmedo", es  decir el silo se llena de agua antes del disparo. Se utiliza una campana de gas dinámica . Para reducir el volumen de la campana de gas, el arranque se realiza mediante motores de dirección, y el motor principal ya está encendido en el proceso de movimiento de cohetes en el silo. El lanzamiento del cohete se lleva a cabo tanto desde el submarino como desde la superficie. La puesta en marcha se realiza desde profundidades de hasta 50 metros, el submarino navegando hasta 5 nudos y las olas del mar hasta 6 puntos.
El motor de la primera etapa 3D40 fue desarrollado por KBKhM. El motor consta de tres cámaras: marcha y dos de dirección. La unidad de marcha principal se encuentra en el tanque de combustible y se realiza de acuerdo con el esquema con postcombustión del gas del generador . Es una versión forzada del motor de cohete R-29. La unidad de dirección se realiza de acuerdo con un esquema abierto . Sus cámaras están fijadas en horquillas cardán en la parte inferior del tanque de combustible. Las unidades de suministro de combustible de la unidad de dirección se encuentran dentro del tanque de combustible. Las cámaras de la unidad de dirección están desplazadas en relación con los planos de estabilización.
El motor de la segunda etapa 3D41 es de cámara única, ubicado en el fondo del tanque oxidante de la primera etapa. El motor se instala junto con una unidad de dirección especial en el fondo del tanque oxidante de la segunda etapa. La cámara se fija a través de un cardán, lo que permite que el motor se desvíe en dos planos perpendiculares entre sí. Debido a la desviación del motor, se crean esfuerzos de control a lo largo de los canales de cabeceo y guiñada . El control sobre el canal del rodillo se lleva a cabo utilizando una unidad especial de boquillas que funcionan debido al gas extraído del tubo de escape de la unidad de turbobomba. Por diseño, 3D41 es una versión forzada del motor de cohete R-29 con un mayor diámetro de salida de la boquilla.
La cabeza de combate del misil R-29R se fabrica en dos versiones: una, con una única carga nuclear de 450 kt y la otra con tres ojivasde guía individuales con una capacidad de 200 kt. Comenzando con la modificación del R-29RL, el misil recibió la tercera opción de equipo: una bloque de siete ojivas con unidades de guía individuales con una capacidad de 100 kt. La parte de la cabeza consta de un compartimento para instrumentos, un bloque motor y un compartimento de combate con ojivas. El misil puede estar equipado con señuelos para atravesar el sistema de defensa antimisiles. Los elementos principales de la ojiva en diversas realizaciones son intercambiables. La etapa de combate se reemplaza sin descargar el cohete del silo. La separación de las ojivas se produce con el motor funcionando en la etapa de reproducción.
La etapa de combate está en el volumen formado por el fondo superior cóncavo del tanque de combustible de la segunda etapa. El sistema de propulsión consiste en un motor líquido de cuatro cámaras con un sistema de suministro de turbobomba y está hecho de acuerdo con un circuito abierto. Los elementos de la automatización del motor y los tanques, hechos en forma de piezas de toro, se encuentran dentro de la carcasa. Las cámaras del motor con boquillas se fijan inmóviles en la superficie exterior de la carcasa debajo de los carenados y se encuentran en los planos de estabilización. El control sobre los canales de cabeceo y guiñada se debe a la redistribución de la tracción (al cambiar el consumo de combustible) de los pares de cámaras que se encuentran en los planos de estabilización correspondientes.
El compartimento del instrumento se encuentra en la proa y consta de dos partes. En la parte delantera hay un sistema de control de inercia autónomo con un giroestabilizador de tres ejes y un equipo de astrocorrección Sokol, cerrado por un domo que se reinicia durante el vuelo. Después de la separación de la primera etapa, se realiza una sesión astronáutica. Luego está la separación de la segunda etapa y la separación selectiva de las ojivas. El uso de un sistema de astrocorrección completo hizo posible compensar los errores en el complejo de navegación del submarino (errores en la determinación de la ubicación del portador de misiles de hasta 10 km y rumbo a 1 grado) y mejorar significativamente la precisión del disparo. Los elementos sensibles de los dispositivos (bloques giroscópicos, integradores giroscópicos y acelerómetros) se encuentran en una suspensión neumática. La plataforma giroscópica proporciona mayores ángulos de giro necesarios para el inicio de unidades de combate y el sector circular de fuego. El compartimento principal alberga la computadora digital TsVM-6T con redundancia de tres canales y un sistema de hardware y software que monitorea la salud de los canales. El equipo de a bordo del sistema de control se desarrolló sobre la base de una nueva generación de dispositivos y componentes, lo que permitió abandonar el control termostático y los sistemas de refrigeración.

### Pruebas
Las pruebas de vuelo conjuntas del sistema de misiles D-9R comenzaron con el lanzamiento de misiles desde el suelo en Nyonoksa. Se realizaron un total de 18 lanzamientos, 17 lanzamientos en un alcance intermedio y uno en un alcance menor que el mínimo. De los cuales ocho fueron misiles con misiles guiados. 7 lanzamientos reconocidos como éxito. Las pruebas de vuelo desde el submarino K-441 del proyecto 667 BDR comenzaron en noviembre de 1976. Se realizaron un total de 10 lanzamientos. Se realizaron dos disparos en el alcance mínimo, cinco disparos - en el intermedio y tres en el alcance máximo. Se lanzaron seis misiles en una variante con una ojiva múltiple. Se lanzaron una salva de dos cohetes y otra de cuatro cohetes. Cuatro cohetes fueron disparados individualmente. En diciembre de 1976, junto con la construcción de máquinas Zlatoust y Krasnoyarsk y las plantas de aviación Omsk, se fabricaron los primeros cinco misiles R-29R en serie. El complejo P-29R fue adoptado en agosto de 1977.
El misil R-29R está diseñado para armar el submarino pr. 667BDR Kalmar (Delta-III). Cada buque estaba equipado con 16 misiles y podía alcanzar simultáneamente hasta 112 objetivos. Posteriormente, la versión de siete ojivas fue retirada, principalmente debido a la imperfección del sistema de lanzamiento. Por el momento, los misiles están armados con una versión de tres ojivas.

## Modificaciones

### R-29RL (complejo D-9RL)
El trabajo para equipar el cohete R-29R con una ojiva separable de siete bloques comenzó de acuerdo con las decisiones del Consejo de Ministros de la URSS de agosto de 1975 y junio de 1976. La ojiva estaba equipada con una nueva ojiva de alta velocidad con una carga nuclear mejorada de 100 kt. En 1977-1978, se completaron 11 lanzamientos de vehículos especiales de lanzamiento K65M-R desarrollados por NPO Polet (Omsk) en el campo de entrenamiento de Kapustin Yar y se usaron 65 unidades experimentales para probar y probar unidades de combate.
Las pruebas conjuntas de vuelo se llevaron a cabo mediante lanzamientos desde un submarino del proyecto 667 BDR "K-441" en 1977 (4 lanzamientos) y 1978 (8 lanzamientos). Para una versión monobloque y tres bloques, se obtuvo un aumento en el rango de 8 a 9%. Se realizaron mejoras en el sistema informático digital a bordo del atolón para garantizar el funcionamiento de los misiles R-29RL en un submarino. El complejo D-9RL con el misil R-29RL se puso en servicio en julio de 1979. En agosto de 1980, se lanzó un radar R-29RL en una versión de siete bloques.

### R-29RK (complejo D-9RK)
En diciembre de 1980, se comenzó a trabajar en la modernización del cohete. El misil estaba equipado con una nueva ojiva de alta velocidad de clase pequeña con una carga de mayor potencia. La unidad de combate fue desarrollada para el sistema de misiles D-19 (misil R-39) en 1978-1979. El rango de disparo se incrementó en un 5-6%, el diámetro de la zona de reproducción de las ojivas se incrementó en un 43%, y la precisión de disparo se mejoró en un 40%. Se completaron las modificaciones necesarias para la operación de nuevos misiles para sistemas de barcos. Durante una prueba de vuelo conjunta en 1981, se llevaron a cabo doce lanzamientos desde un submarino. El complejo D-29RK con el misil R-29RK se puso en servicio en septiembre de 1982.

### R-29RKU (complejo D-9RKU)
La próxima modernización del cohete R-29R se llevó a cabo de acuerdo con las decisiones del Consejo de Ministros de abril de 1984 (sobre el uso de la nueva unidad) y febrero de 1985 (sobre el refinamiento de los sistemas del complejo para la posibilidad de lanzamiento en latitudes altas). El misil mejorado recibió la designación R-29RK.
Se utilizó una nueva unidad de combate de clase pequeña potencia, que fue creada para el misil R-29RM. El bloque fue creado como un análogo del bloque de guerra estadounidense W76. Gracias a 16 pruebas nucleares, el Instituto de Investigación de Ingeniería de Instrumentos de toda Rusia (actualmente rebautizado como el Académico E.I., el Instituto de Investigación Científica de Rusia de Zababakhin de Física Técnica ) logró crear una carga nuclear con un poder específico mayor que el de la contraparte estadounidense. Entre diciembre de 1980 y marzo de 1984, se llevaron a cabo 17 lanzamientos. Se probaron los vehículos de lanzamiento K65M-R y 56 unidades experimentales. Para reducir la ablación de la ojiva (y por lo tanto el valor de dispersión) por especialistas El Instituto de Investigación "Grafito" desarrolló materiales compuestos 4KMS y KIMF, utilizados en la punta de la unidad de combate. La precisión de la ojiva casi se duplicó en comparación con el cohete R-39.
Fue posible lanzar misiles en latitudes altas (hasta 89 grados de latitud norte). Los sistemas de barcos fueron modificados para permitir la operación simultánea y el lanzamiento de misiles R-29R de varias modificaciones en cualquier combinación. Las pruebas conjuntas de vuelo del complejo D-9RKU se llevaron a cabo mediante ocho lanzamientos de misiles desde un submarino. Todos los inicios se consideran exitosos. El complejo D-9RKU con el misil R-29RKU se puso en servicio en octubre de 1987.

### R-29RKU-01 (complejo D-9RKU-01)
El desarrollo del complejo D-9RKU-01 se inició de acuerdo con las regulaciones gubernamentales para garantizar el uso en combate desde latitudes altas (desde febrero de 1985) y para equipar una nueva unidad de potencia de clase media (desde octubre de 1986). Se creó una nueva unidad para el complejo D-9RM y se probó durante 17 lanzamientos. En marzo de 1990, se puso en servicio el complejo D-9RKU-01 con el misil R-29RKU-01.

### R-29RKU-02 (complejo D-9RKU-02)
Después de completar el trabajo de desarrollo "Station-2" en 2005, se introdujo un nuevo equipo de combate para el misil R-29RKU, que está en servicio con el proyecto de la clase Kalmar 667BDR . En 2006, se adoptó la modificación R-29RKU-02.

## Comparación

### R-29R (designación OTAN:SS-N-18; también conocido comoVolna)
Primer vuelo de prueba en 1975. El primer lanzamiento desde un submarino tuvo lugar en 1978.

#### Especificaciones
- Masa total: 34.388 kg
- Diámetro: 1,8 m
- Longitud total: 14,4 m
- Ojiva: 1300 kg
- Alcance máximo: 6500 km
- CEP: 1,4 km

### R-29K (designación OTAN:SS-N-18)
Primer vuelo de prueba en 1977.

#### Especificaciones
- Masa total: 34.388 kg
- Diámetro: 1,8 m
- Longitud total: 14,4 m
- Ojiva: 820 kg
- Alcance máximo: 7980 km
- CEP: 0,9 km

### R-29RL (designación OTAN:SS-N-18)
Primer vuelo de prueba en 1981.

#### Especificaciones
- Masa total: 35.300 kg
- Diámetro: 1,8 m
- Longitud total: 14,09 m
- Ojiva: 1300 kg
- Alcance máximo: 6500 km
- CEP: 0,9 km